# 大石磨
大石磨，或稱大石磨山，高183公尺，位處香港新界北端，北面是料壆村及位於邊境禁區內的深圳河，南面為河上鄉及羅湖懲教所，東面是梧桐河、石馬、菴邊，西面則鄰接羅湖分類靶場及馬草壟村，行政區劃上屬於北區。
大石磨為遊人遠足的去處，山上可以高居臨下，眺望深圳羅湖一帶。大石磨山的南部的林區屬於河上鄉村侯氏世代相傳的風水林。大石磨的山頂共有2個，同樣高183公尺，與邊境禁區界線非常接近。西南方的一個偶爾會插上紅旗，代表羅湖分類靶場正在進行槍擊演習，遊人不應靠近附近一帶，一般在廣播電台會有相關廣播及河上鄉村一帶也會貼上相關告示以作警告。東北方的山頂上則有一個空置軍事兵房。